# Dicranomyia (Dicranomyia) nullanulla nullanulla
Dicranomyia (Dicranomyia) nullanulla nullanulla is een ondersoort van de tweevleugelige Dicranomyia (Dicranomyia) nullanulla uit de familie steltmuggen (Limoniidae). De ondersoort komt voor in het Australaziatisch gebied.